# 奥古斯特·厄克
奥古斯特·厄克（英語：August Erker，1879年1月16日—1951年11月29日），美国男子赛艇运动员。他曾代表美国参加1904年夏季奥林匹克运动会赛艇比赛，获得男子四人单桨无舵手金牌。